# Teoría ácido-base de Brønsted-Lowry
La teoría de Brønsted-Lowry es una teoría sobre las reacciones ácido-base que fue propuesta independientemente por Johannes Nicolaus Brønsted y Thomas Martin Lowry en 1923. El concepto fundamental de esta teoría es que cuando un ácido y una base reaccionan entre sí, el ácido forma su base conjugada y la base forma su ácido conjugado mediante el intercambio de un protón (el catión hidrógeno o {\displaystyle {\ce {H ^{+}}}}). Esta teoría es una generalización de la teoría de Arrhenius. 

## Definiciones de ácidos y bases
En la teoría de Arrhenius, los ácidos se definen como sustancias que se disocian en solución acuosa para dar {\displaystyle {\ce {H ^{+}}}} (iones de hidrógeno), las bases se definen como sustancias que se disocian en solución acuosa para dar {\displaystyle {\ce {OH ^{-}}}} (iones de hidróxido).
En 1923, los físicoquímicos Johannes Nicolaus Brønsted en Dinamarca y Thomas Martin Lowry en Inglaterra propusieron de manera independiente la teoría que lleva sus nombres. En la teoría de Brønsted-Lowry, los ácidos y las bases se definen por la forma en que reaccionan entre sí, lo que permite una mayor generalidad. La definición se expresa en términos de una expresión de equilibrio. 
ácido + base ⇌ base conjugada + ácido conjugado
Con un ácido, {\displaystyle {\ce {HA}}}, la ecuación se puede escribir simbólicamente como: 
{\displaystyle {\ce {HA + B <=> A- + HB+}}}
El signo de equilibrio, ⇌, se usa porque la reacción puede ocurrir en ambas direcciones, hacia adelante y hacia atrás. El ácido, {\displaystyle {\ce {HA}}}, puede perder un protón para convertirse en su base conjugada, {\displaystyle {\ce {A ^{-}}}}. La base, {\displaystyle {\ce {B}}}, puede aceptar un protón para convertirse en su ácido conjugado, {\displaystyle {\ce {HB ^{+}}}}. La mayoría de las reacciones ácido-base son rápidas, de modo que los componentes de la reacción están generalmente en equilibrio dinámico entre sí.

## Soluciones acuosas

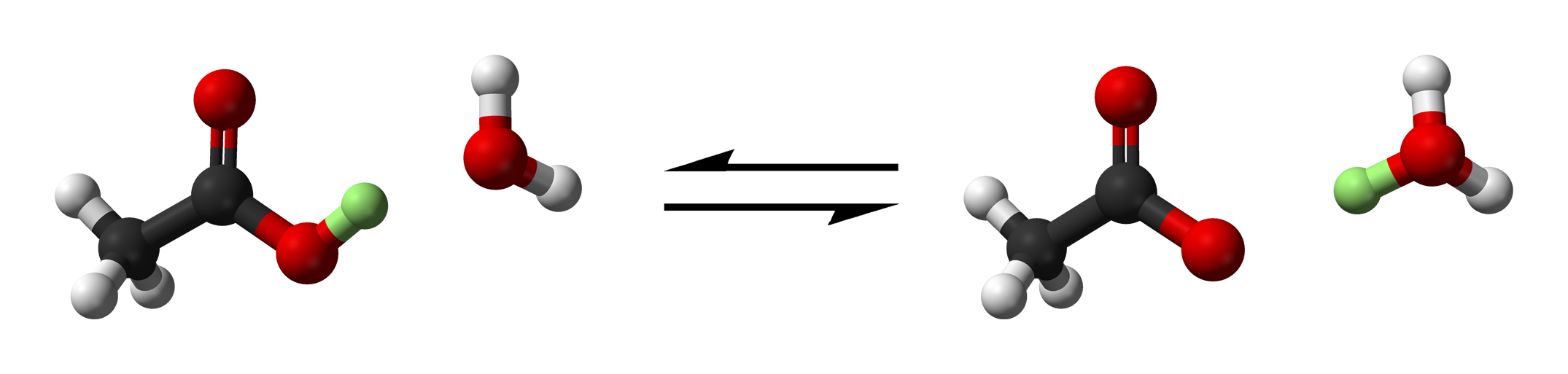
El ácido acético, un ácido débil, dona un protón (ion hidrógeno, resaltado en verde) al agua en una reacción de equilibrio para dar el ion acetato y el ion hidronio. Rojo: oxígeno, negro: carbono, blanco: hidrógeno.

Considere la siguiente reacción ácido-base: 
{\displaystyle {\ce {CH3 COOH + H2O <=> CH3 COO ^{-}+ H3O+}}}
El ácido acético, {\displaystyle {\ce {CH3 COOH}}}, es un ácido, ya que dona un protón al agua ({\displaystyle {\ce {H2O}}}) y se convierte en su base conjugada, el acetato ({\displaystyle {\ce {CH3 COO ^{-}}}}). El  {\displaystyle {\ce {H2O}}} es una base, ya que acepta un protón del {\displaystyle {\ce {CH3 COOH}}} y se convierte en su ácido conjugado, el hidronio iones, {\displaystyle {\ce {H3O ^{+}}}}.
Lo contrario de una reacción ácido-base es también una reacción ácido-base, entre el ácido conjugado de la base en la primera reacción y la base conjugada del ácido. En el ejemplo anterior, el acetato es la base de la reacción inversa y el ion hidronio es el ácido. 
{\displaystyle {\ce {H3O ^{+}+ CH3 COO- <=> CH3 COOH + H2O}}}
El poder de la teoría de Brønsted-Lowry es que, a diferencia de la teoría de Arrhenius, no requiere un ácido para disociarse.

## Sustancias anfóteras

La naturaleza anfótera del agua

La esencia de la teoría de Brønsted-Lowry es que un ácido solo existe como tal en relación con una base, y viceversa. El agua es anfótera, ya que puede actuar como un ácido o como una base.  En la imagen que se muestra a la derecha, una molécula de {\displaystyle {\ce {H2O}}} actúa como una base y gana {\displaystyle {\ce {H ^{+}}}} para convertirse en {\displaystyle {\ce {H3O ^{+}}}}, mientras que la otra actúa como un ácido y pierde {\displaystyle {\ce {H ^{+}}}} para convertirse en {\displaystyle {\ce {OH ^{-}}}}. 
Otro ejemplo es proporcionado por sustancias como el hidróxido de aluminio, {\displaystyle {\ce {Al(OH)3}}}. 
{\displaystyle {\ce {Al (OH)3 + OH- <=> Al(OH)^{-}4}}}, actúa como un ácido
{\displaystyle {\ce {3H+ + Al (OH)3<=> 3H2O + Al^{+3}(ac)}}}, que actúa como una base

### Soluciones no acuosas
El ion hidrógeno, o ion hidronio, es un ácido de Brønsted-Lowry en soluciones acuosas, y el ion hidróxido es una base, en virtud de la reacción de auto-disociación. 
{\displaystyle {\ce {H2O + H2O <=> H3O+ + OH-}}}
Una reacción análoga ocurre en el amoníaco líquido.
{\displaystyle {\ce {NH3 + NH3 <=> NH4+ + NH2^{-}}}}
Así, el ion amonio, {\displaystyle {\ce {NH4^{+}}}}, desempeña el mismo papel en el amoníaco líquido que el ion hidronio en el agua y el ion amida, {\displaystyle {\ce {NH2^{-}}}} , es análogo al ion hidróxido. Las sales de amonio se comportan como ácidos, y las amidas se comportan como bases.
Algunos disolventes no acuosos pueden comportarse como bases, es decir, aceptores de protones, en relación con los ácidos de Brønsted-Lowry. 
{\displaystyle {\ce {HA + S <=> A- + SH+}}}
donde {\displaystyle {\ce {S}}} representa una molécula solvente.   
Los más importantes de tales disolventes son dimetilsulfóxido, DMSO, y acetonitrilo, {\displaystyle {\ce {CH3 CN}}}, ya que estos disolventes han sido ampliamente utilizados para medir las constantes de disociación de ácidos de las moléculas orgánicas. Debido a que el DMSO es un aceptor de protones más fuerte que {\displaystyle {\ce {H2O}}} el ácido se convierte en un ácido más fuerte en este disolvente que en agua. De hecho, muchas moléculas se comportan como ácidos en soluciones no acuosas que no lo hacen en soluciones acuosas. Un caso extremo ocurre con los ácidos de carbono, donde un protón se extrae de un enlace {\displaystyle {\ce {CH}}}. 
Algunos disolventes no acuosos pueden comportarse como ácidos. Un disolvente ácido aumentará la basicidad de las sustancias disueltas en él. Por ejemplo, el compuesto {\displaystyle {\ce {CH3 COOH}}} se conoce como ácido acético debido a su comportamiento ácido en el agua. Sin embargo, se comporta como una base en cloruro de hidrógeno líquido, un disolvente mucho más ácido.
{\displaystyle {\ce {HCl + CH3 COOH <=> Cl- + CH3C(OH)2+}}}

## Comparación con la teoría del ácido-base de Lewis
En el mismo año en que Brønsted y Lowry publicaron su teoría, G. N. Lewis propuso una teoría alternativa de las reacciones ácido-base. La teoría de Lewis se basa en la estructura electrónica. Una base de Lewis se define como un compuesto que puede donar un par de electrones a un ácido de Lewis, un compuesto que puede aceptar un par de electrones. La propuesta de Lewis da una explicación a la clasificación de Brønsted-Lowry en términos de estructura electrónica. 
{\displaystyle {\ce {HA + B: <=> A:^{-}+ BH+}}}
En esta representación, tanto la base, {\displaystyle {\ce {B}}} como la base conjugada, {\displaystyle {\ce {A ^{+}}}}, se muestran con un par de electrones aislados y el protón, que es un ácido de Lewis, se transfiere entre ellos. 

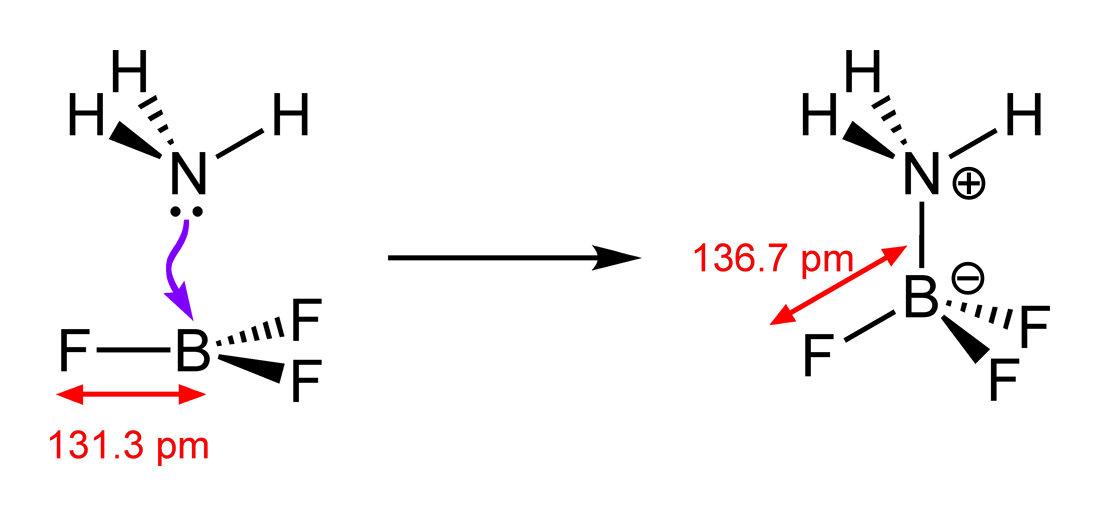
Aducto de amoníaco y trifluoruro de boro.

Lewis escribió más tarde: 
Para restringir el grupo de ácidos a aquellas sustancias que contienen hidrógeno interfiere tan seriamente con la comprensión sistemática de la química como lo haría la restricción del término agente oxidante a sustancias que contienen oxígeno. 
En la teoría de Lewis, un ácido, {\displaystyle {\ce {A}}} y una base, {\displaystyle {\ce {B}}}: forman un aducto, {\displaystyle {\ce {AB}}}, en el que el par de electrones se usa para formar un enlace covalente dativo entre {\displaystyle {\ce {A}}} y {\displaystyle {\ce {B}}}. Esto se ilustra con la formación del aducto  {\displaystyle {\ce {H3N - BF3}}} del amoníaco y el trifluoruro de boro, una reacción que no puede ocurrir en una solución acuosa porque el trifluoruro de boro reacciona violentamente con el agua en una reacción de hidrólisis. 
{\displaystyle {\ce {BF3 + 3H2O -> B (OH)3 + 3HF}}}
{\displaystyle {\ce {HF <=> H+ + F-}}}
Estas reacciones ilustran que {\displaystyle {\ce {BF3}}} es un ácido en las clasificaciones de Lewis y Brønsted-Lowry y enfatiza la consistencia entre ambas teorías.     
El ácido bórico es reconocido como un ácido de Lewis en virtud de la reacción.   
{\displaystyle {\ce {B(OH)3 + H2O <=> B(OH)4- + H+}}}
En este caso el ácido no se disocia, es la base, {\displaystyle {\ce {H2O}}} la que se disocia. Una solución de {\displaystyle {\ce {B (OH)3}}} es ácida porque los iones de hidrógeno se liberan en esta reacción. 
Hay pruebas sólidas de que las soluciones acuosas diluidas de amoníaco contienen cantidades insignificantes de ion amonio. 
{\displaystyle {\ce {H2O + NH3 -> OH- + NH+4}}}
y que, cuando se disuelve en agua, el amoníaco funciona como una base de Lewis.

## Comparación con la teoría de Lux-Flood
Las reacciones entre ciertos óxidos en medios no acuosos no pueden explicarse sobre la base de la teoría de Brønsted-Lowry. Por ejemplo, la reacción. 
{\displaystyle {\ce {2MgO + SiO2 -> Mg2 SiO4}}}
no cae dentro del alcance de la definición de Brønsted-Lowry de ácidos y bases. Por otro lado, el  {\displaystyle {\ce {MgO}}} es básico y el {\displaystyle {\ce {SiO2}}} es ácido en el sentido Brønsted-Lowry, en referencia a las mezclas en agua. 
{\displaystyle {\ce {2H+ + MgO(s) -> Mg2+(aq) + 2H2O}}}
Se ha predicho que el  {\displaystyle {\ce {SiO2}}} disuelto es un ácido débil en el sentido Brønsted-Lowry.
{\displaystyle {\ce {SiO2(s) + 2H2O <=> Si(OH)4}}}, en solución
La teoría de Lux-Flood también clasifica el óxido de magnesio como una base en circunstancias no acuosas. Esta clasificación es importante en geoquímica. Los minerales como el olivino, {\displaystyle {\ce {(Mg, Fe) SiO 4}}} se clasifican como ultramáficos; olivino es un compuesto de un óxido muy básico, {\displaystyle {\ce {MgO}}}, con un óxido de ácido, sílice {\displaystyle {\ce {SiO2}}}.